# 末永聡一郎
末永 聡一郎（すえなが そういちろう、1914年4月21日 - 1985年8月14日）は、日本の経営者。三菱重工業社長を務めた。福岡県出身。

## 経歴・人物
1947年に東京帝国大学工学部を卒業し、三菱重工業に入社。長崎造船所長を務め、1970年5月に取締役に就任した。常務を経て、1977年6月に副社長に就任し、1981年6月に社長に昇格した。
1983年から日本航空宇宙工業会会長を務め、経済団体連合会常任理事も務めた。
1985年8月14日腎不全のために死去。79歳没。